# ヘンレループ

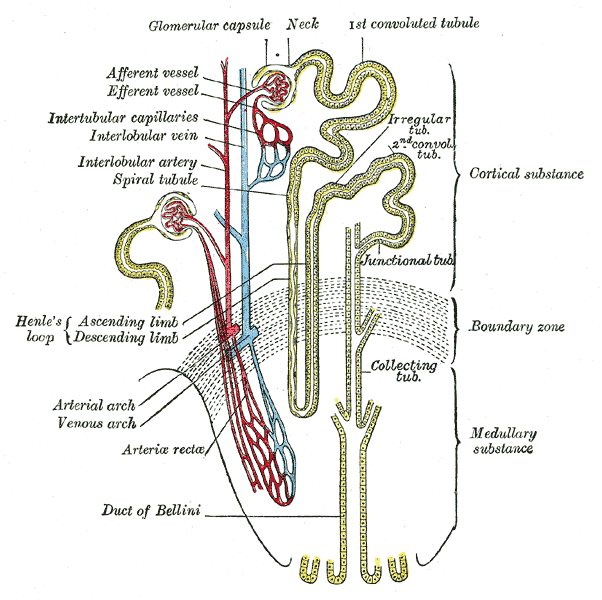
中央のU字状の管がヘンレループ

ヘンレループないしヘンレ係蹄 (Henle loop)またはヘンレのループ (Loop of Henle) は、腎臓の近位尿細管の終端部分から遠位尿細管の始まりの部分までを指す。ヘンレループは腎髄質でヘアピンカーブを形成している。この構造には、尿から水とイオンを再吸収する機能がある。これを実現するために髄質部で対向流交換系が利用されており、ドイツ人医師のヤーコプ・ヘンレ(Friedrich Gustav Jakob Henle)によって発見された。

## 構成
ヘンレループは4つの部分に分けることができる。
| ヘンレ係蹄 (下行脚)          | 下行脚は、イオンと尿素の透過率は低く、水分の透過率は高くなっている。 |
| ヘンレ係蹄 (細い上行脚)      | 細い上行脚は、イオンのみ透過し、水の透過性は無い。 |
| ヘンレ係蹄 (太い上行脚)      | ナトリウムイオン、カリウムイオン、塩化物イオンは尿から能動輸送で再吸収される。カリウムイオンは濃度勾配に沿って細胞のバソラテラル膜のカリウムチャンネルによって受動輸送されて上行脚の管腔に戻る。このカリウムイオンの「漏出」は管腔において陽電荷の電位差を発生させる。この電気勾配は、ナトリウムイオンやマグネシウムイオン、カルシウムイオンの再吸収を促す。 |
| ヘンレ係蹄の太い上行脚の皮質 | ヘンレ係蹄の太い上行脚の皮質は尿を遠位尿細管へ排出させる。 |

## 血液供給
ヘンレループにある毛細血管には、輸出細動脈から血液が供給される。この毛細血管（直細動脈と呼ばれる。これは、ラテン語の「まっすぐな」を意味するstraightから来ている）は、対向流交換系を備えており、髄質部からの溶質の流出を防ぎ、髄質部の濃度を保持する。水分は細胞間から下行脚に浸透し、直ちに直細動脈に入る。弱い血流は直細動脈を通して浸透の平衡と血管から細動脈への排出抵抗の変化を調節する。
また、直細動脈は糸球体で濾過できなかった大きなタンパク質やイオンを止め、細胞間からイオンを供給する。